# Hlavatce (Tábor)
Hlavatce é uma comuna checa localizada na região da Boêmia do Sul, distrito de Tábor.